# Irving Berlin
Irving Berlin (Tjumen, 11. svibnja 1888. – New York, 22. rujna 1989.) je bio američki skladatelj i stihopisac židovskog porijekla, te jedan od najčudesnijih američkih stvaratelja pjesama u povijesti. Umro je u 101. godini.
Berlin je bio jedan od rijetkih broadwayskih skladatelja koji je pisao i glazbu i stihove za vlastite pjesme. Iako je posjedovao tek osnovno znanje čitanja nota, uz pomoć mnogih glazbenih pomoćnika i suradnika (kojima zasluge nikada nisu pripisane), uspio je napisati više od 3000 pjesama, od kojih su mnoge (npr. "God Bless America," "White Christmas," "Anything You Can Do," "There's No Business Like Show Business") ostavile neizbrisiv trag u američkoj glazbi i kulturi.